# Memories of Matsuko
Memories of Matsuko (嫌われ松子の一生?, Kiraware Matsuko no Isshō) è un film del 2006, diretto da Tetsuya Nakashima, tratto dall'omonimo romanzo scritto da Muneki Yamada.
Ha vinto dieci premi, tra i quali tre Japanese Academy Award e un Japanese Professional Movie Awards. In Italia è stato presentato al Far East Film Festival 2007, classificandosi al terzo posto.

## Trama
Il 10 luglio 2001 Matsuko Kawajiri, una donna obesa di 53 anni, all'apparenza una barbona, viene trovata morta in un prato. Il nipote Shou, che vive a Tokyo e sogna di fare il cantante, riceve la visita del padre, fratello della donna, che gli comunica la notizia dell'omicidio della zia e lo incarica di ripulire il sudicio appartamento in cui viveva la sorella.
Shou si reca nell'appartamento, ricolmo di rifiuti e tappezzato di poster di un cantante J-pop. Lì incontra un ragazzo punkabbestia, vicino di casa della zia, che gli racconta come Matsuko fosse odiata da tutti, a causa della sua sporcizia e il cattivo odore che emanava. Shou trova una fotografia raffigurante Matsuko da giovane con un'espressione buffa, e una scritta sul muro che dice: «Perdonami di essere nato».
Una serie di flashback mostra alcune fasi della turbolenta vita della donna. A 7 anni Matsuko scopre una buffa espressione durante uno spettacolo teatrale visto insieme al padre, e questa espressione le serve come unico mezzo per attirare l'attenzione del padre, rivolta esclusivamente alla sorella malata Megumi.
A 23 anni Matsuko è una professoressa di musica, che si mette nei guai dopo essersi presa la colpa di un furto commesso da Ryu, un suo studente. Per questo fatto la scuola la espelle i suoi genitori la ripudiano. Matsuko così lascia la casa dei genitori e inizia una serie di rapporti burrascosi con gli uomini, che la illudono, la tradiscono e la picchiano selvaggiamente. Matsuko non si perde però d'animo e cerca continuamente il vero amore. I tragici rapporti con l'altro sesso portano però la donna a diventare una prostituta, fino a compiere un omicidio e ad essere condannata a otto anni di carcere.
All'uscita del carcere, una svolta nella vita della donna sembra essere il rapporto con Ryu, il suo ex studente adesso divenuto uno yakuza. Il rapporto tra i due è però fatto di tragici alti e bassi, tra tentativi di suicidio e fughe dalla polizia. Una volta arrestato, Ryu va in carcere. Quando esce, Matsuko lo aspetta speranzosa, ma lui l'abbandona.
Dopo aver appreso la notizia della morte della sorella, Matsuko affitta un sudicio appartamento e inizia ad ingrassare, chiudendosi in casa, mangiando e divenendo una sfegatata fan di un cantante J-Pop. Una speranza per la donna sembra essere l'incontro con Megumi Sawamura, una sua amica adesso divenuta una pornostar, che le dà il suo biglietto da visita e si offre di aiutarla. Matsuko però rifiuta, per ripensarci poco dopo. Mentre si reca a cercare il biglietto dell'amica, che ha strappato, Matsuko viene uccisa a colpi di mazza da baseball da un gruppo di bambini, dopo un futile litigio.

## Stile
Il film mescola commedia, melodramma e musical, utilizzando una fotografia di matrice pop, colorata ed eccessiva, come il precedente film di Nakashima, Kamikaze Girls, diretto nel 2004, e uno stile visivo vicino al videoclip e alla pubblicità televisiva.
I flashback che visualizzano la vita di Matsuko vengono proposti in ordine non cronologico, attraverso didascalie che indicano le diverse età della donna e le diverse epoche della sua vita, dagli anni cinquanta agli anni duemila. Il burrascoso passato della donna è raccontato dalla voce over del nipote e da quella della stessa Matsuko.

## Cast
La protagonista del film è interpretata da Miki Nakatani, precedentemente apparsa in Ring e Ring 2, che si è aggiudicata grazie alla sua interpretazione di Matsuko svariati premi, tra i quali il Japanese Academy Award come miglior attrice.
In piccoli ruoli appaiono la pornostar Sora Aoi, lo sceneggiatore Sakichi Satō e Anna Tsuchiya, co-protagonista di Kamikaze Girls.

## Riconoscimenti
- 2006 - Japanese Professional Movie Awards
  - Miglior attrice (Miki Nakatani)
- 2006 - Hochi Film Awards
  - Miglior attrice (Miki Nakatani)
- 2007 - Asian Film Awards
  - Miglior attrice (Miki Nakatani)
- 2007 - Japanese Academy Award
  - Miglior attrice (Miki Nakatani)
  - Miglior montaggio
  - Miglior colonna sonora
- 2007 - Fant-Asia Film Festival
  - Miglior film asiatico
- 2007 - Kinema Junpo Awards
  - Miglior attrice (Miki Nakatani)
- 2007 - Mainichi Film Concours
  - Miglior attrice (Miki Nakatani)
  - Miglior montaggio